# Neogarypus gravieri
Neogarypus gravieri är en spindeldjursart som beskrevs av Max Vachon 1937. Neogarypus gravieri ingår i släktet Neogarypus och familjen gammelekklokrypare. Inga underarter finns listade i Catalogue of Life.